# Ashley Green
Ashley Green est une paroisse civile et un village du Buckinghamshire, en Angleterre.